# “小丹麦人”实验
“小丹麦人”实验, 是丹麦在1951年进行的一项行动。该行动挑选了22名格陵兰因纽特儿童（“实验儿童”）送至丹麦寄养家庭，试图将他们再教育成为“小丹麦人”。 虽然这些儿童都理应为孤儿，但他们中的大多数并不是。二十二个儿童中有六个被丹麦家庭收养，其他十六个则返回格陵兰岛，却仅被安置在讲丹麦语的孤儿院中，从此之后再未与其家人一同生活。一半的实验儿童饱受精神健康问题折磨，导致实验儿童中有一半在成年早期死亡。在格陵兰官员持续数年提出要求后，丹麦政府于2020年正式对此事道歉。

## 背景
第二次世界大战后，丹麦政府官方和非政府组织均认为格陵兰社会发展不足，并试图重新设计。于是他们同红十字会和救助儿童会一道创造了一个实验，建立一个系统将格陵兰儿童送至丹麦大陆，学习丹麦语，被丹麦家庭寄养，进而成为“小丹麦人”回到格陵兰：根据殖民研究学者Claire Louise McLisky的说法，这个群体将成为“格陵兰人的新统治阶层”。送往丹麦的儿童应当由格陵兰牧师根据某些标准来挑选：大约6岁，没有心理或生理疾患，并且是孤儿。

## 实验

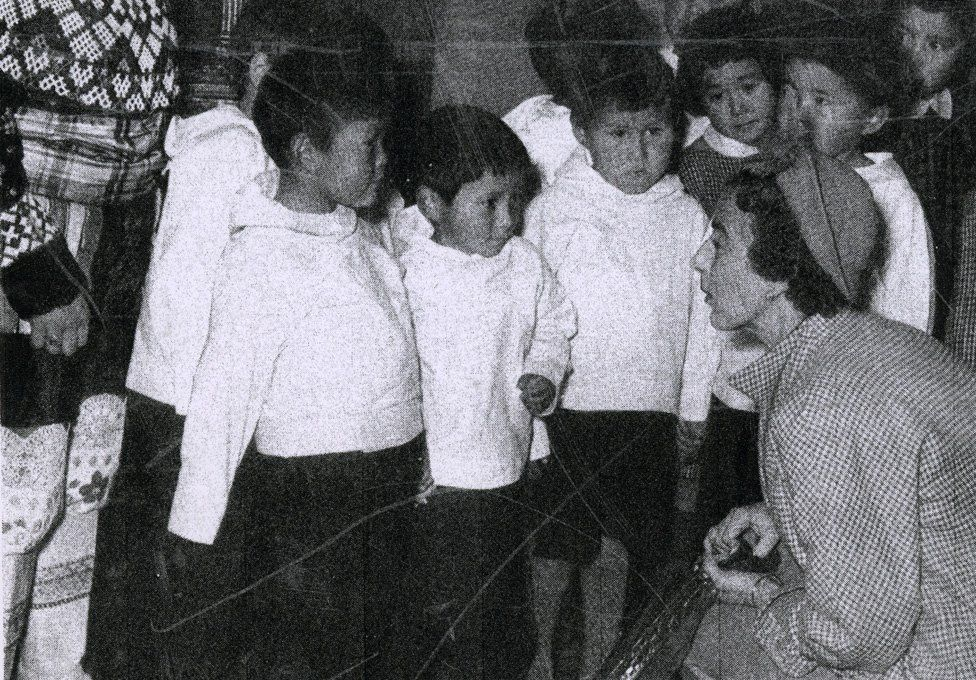
1951年，英格丽德王后访问Fedgaarden

尽管所选择的项目参与者都应当是没有父母且六岁左右的孩子，但牧师们无法找到足够数量的合格儿童。结果只有六名实验儿童是孤儿，而在实验开始时，有一名儿童已经九岁了。挑选工作完成后，MS Disko号于1951年5月从努克出发，承载着22名格陵兰因纽特儿童：十三名男孩和九名女孩。他们很快抵达哥本哈根。而丹麦，对于其中一个孩子Helene Thiesen而言，是“以前从未听说过的”国家。在被转移到由救助儿童会运营的所谓Fedgaarden假日营地后，由于被担心携带传染病，孩子们立刻被隔离起来。隔离持续了整个夏天。在那里，Thiesen染上了湿疹。丹麦英格丽德王后，随后访问了营地并和孩子们合影留念。Thiesen说她对女王的访问“压根儿就不理解”，她对实验的普遍不安在照片中表露无遗，在那张照片里“我们没有一个人在微笑”。
随后这些孩子被安排在丹麦的寄养家庭中超过一年，在那里学习丹麦语并忘记格陵兰语。他们本应该在六个月后被送回努克，但该计划所要建设的孤儿院进度停滞不前，在他们在丹麦滞留的一年中，有六个孩子被丹麦家庭收养。

## 后果和道歉
十六个孩子返回了格陵兰岛，其他六人被丹麦家庭收养。根据档案文件所说，返回格陵兰的孩子是“顶级”的。他们中没有人能够再与家人生活在一起，而且即使有机会他们可以，也不能再和家人讲同一种语言。他们被安置在孤儿院中，只允许（与他们的格陵兰因纽特人员工一起）讲丹麦语；这项政策是为了将丹麦人生活的“好处”提炼给孩子们。到1960年，所有丹麦儿童都离开了孤儿院，22个孩子中的16个把一生中的大部分时间都花在了格陵兰岛之外。大约一半的孩子在他们的一生中经历了精神健康障碍、药物滥用，以及自杀企图，一半的孩子在成年早期去世。他们经历了广泛的文化隔离和社会异化，Thiesen说他们“失去了生活的目的感”。20世纪60年代和70年代，丹麦又进行了进行改良的实验，孩子们在丹麦只呆了一小段时间，然后被送回他们的家庭；这些实验也同样对孩子们产生了负面影响。
1996年，一位丹麦档案管理员首次告诉Thiesen，她是一项实验的参与者；1998年，丹麦红十字会对此表示“遗憾”。2009年，格陵兰总理Kuupik Kleist要求丹麦政府道歉，称该实验是一个 "典型的殖民主义案例"。丹麦社会民主党也提出了同样的要求，称这是国家的一个 "黑色篇章"，同时要求成立实验调查委员会。尽管有这些呼吁，丹麦首相拉爾斯·勒克·拉斯穆森并没有道歉，他反而说："历史是无法改变的。政府认为殖民时期是我们共同历史中的一个封闭部分。我们必须对时代已经改变的事实感到高兴。"相反，救助儿童会为该实验道歉，同时也表示他们可能故意销毁了与之相关的文件；救助儿童会在2015年再次道歉，总书记表示他们 "永远不会与当局进行这种性质的合作"。正如拉斯穆森拒绝道歉一样，丹麦之后的几位总理也拒绝道歉，赫勒·托宁-施密特拒绝参与调查。2019年，两位格陵兰议会议员提出了要求。Aaja Chemnitz Larsen（因纽特人共同体）要求道歉，Ineqi Kielsen（格陵兰前进党）则要求成立调查委员会。由于基尔森的要求，拉斯穆森同意和格陵兰总理金-基尔森成立一个委员会，但他再次拒绝道歉。
第二年，在委员会的报告出炉后，丹麦政府及其首相梅特-弗雷德里克森（Mette Frederiksen）正式为“小丹麦人”实验道歉。该实验只有六名幸存者，其中包括当时76岁的Helene Thiesen，她曾是要求官方承认该实验存在的支持者。2021年12月，幸存者以 "违反丹麦现行法律和人权 "为由起诉丹麦，要求赔偿25万丹麦克朗（38,000美元）；丹麦社会事务部长Astrid Krag说，政府正在与他们的律师 "对话"，但她强调对丹麦来说最重要的是 "正式道歉"。2022年3月，政府宣布六名幸存的实验成员将收到首相的当面道歉，以及他们要求的25万克朗的赔偿；弗雷德里克森前往努克，在演讲中进行了道歉。